# Hemerobius zernyi
Hemerobius zernyi är en insektsart som beskrevs av Peter Esben-Petersen 1935. 
Hemerobius zernyi ingår i släktet Hemerobius och familjen florsländor. Inga underarter finns listade i Catalogue of Life.